# ハンス・ライザー (プログラマー)

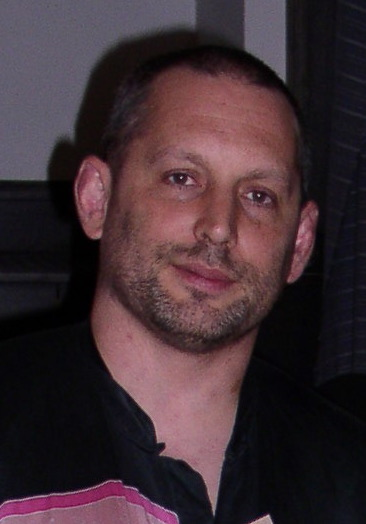
ハンス・ライザー

ハンス・トーマス・ライザー（Hans Thomas Reiser、1963年12月19日 - ）は、アメリカ合衆国のプログラマ。

## 来歴
Linuxにおけるジャーナリングファイルシステムの一つであるReiserFSおよびReiser4の開発者として有名だった。2004年にはこれらのファイルシステムを開発及びサポートする会社としてNamesysを立ち上げた。
ReiserFSは2000年代初頭において、当時のLinuxのファイルシステムとして主流だったext2と比較して「ジャーナリング機能を持つ」という点で非常に画期的だった。ReiserFSは1994年から開発が始まり、2001年リリースのLinux kernel 2.4.1からカーネルに標準で取り込まれた。Linuxカーネルのソースコードに取り込まれたはじめてのジャーナリングファイルシステムであり、当時はSUSEをはじめとして、次世代ファイルシステムとしてReiserFSを標準で採用したディストリビューションがいくつかある。とはいえ、主要開発者であるハンスの攻撃的な性格の問題もあって、Linuxコミュニティにはこれの将来を見限る人も多く、また（これもハンスの性格に由来する面があるが）共同開発者が少ないことによる機能セットの不備も次第に目立ち始め、次第にext2の後継としてはext3が主流となった。
1998年にロシア人女性と結婚。しかしハンスは一年のほとんどを出張で国外にいるなど全く家庭を顧みず、不和を理由に2004年に別居し、妻より離婚を言い渡される。子供たちは父親のことをほとんど知らず、従って子供たちは妻が引き取ることになった。
2004年、離婚訴訟の過程で、裁判所よりハンスに一時的接近禁止命令が下される。2005年に接近禁止命令を取り下げ、妻の100ヤード（91m）以内への接近を禁じられる。ハンスは裁判所が命じた医療費と養育費の50%を払わなかった。
妻は2006年9月3日に目撃されたのを最後に行方不明となり、同月下旬、状況証拠によりハンスは妻を殺害した容疑で拘束、逮捕される。法廷におけるハンスの言動は裁判員の心証を著しく損ね、2008年、第一級殺人罪で有罪判決。同年、妻の遺体の隠し場所を教える代わりに減刑するという司法取引に応じ、第二級殺人罪で懲役15年以上の無期懲役刑という判決が確定。
2011年9月、獄中から民事訴訟を起こし、自分の弁護士が裁判の判事と共謀して不利な判決を下したとして訴えたが、却下された。
2022年に仮釈放される予定だったが、審査で不適格とされたために懲役がさらに延び、次の仮釈放審査が2027年8月に予定されている。
アメリカ人起業家と国際結婚したロシア人女性が、仕事人間で家庭を顧みない夫とのすれ違いの末、離婚と子供の親権を巡る諍いからついに殺害される、という経緯が『48 Hours』や『Behind Mansion Walls』などの犯罪ドラマで何度か描かれて放映されており、事件はよく知られている。日本でも『世界まる見え!テレビ特捜部』（2020年4月27日放送）などで取り上げられている。
ハンス・ライザーの逮捕後も、ReiserFSは熱狂的な支持者によってメンテナンスが行われてきたが、ext4やbtrfsなどの現代的なファイルシステムが存在する中で、殺人者が開発し、逮捕によって20年近く前に開発がストップした、Linuxカーネルがサポートするジャーナリングファイルシステムとしては2023年時点で最古となるシステムのメンテナンスをいつまでやっているのか、ということが2023年に議論となり、Linuxカーネルから削除されることになった。この件に関して8chan創設者のフレドリック・ブレンナンが獄中のライザーに手紙を送ったところ、ライザーから返信が来た。Linuxカーネルメーリングリストに公開された書状によると、刑務所で「社会的スキル」などを学んだとのことで、自らの人生を振り返り、Linuxコミュニティへの謝罪の言葉などを述べた。

## 妻に対する殺人容疑
- 2006年10月に離婚調停中だった妻ニーナ・ライザー (Nina Reiser) を殺害したとして逮捕された[3]。被害者である妻の死体および凶器は当時発見されておらず、目撃者もいない状況であったが、警察は状況証拠のみで逮捕に踏み切った。
- 2008年4月28日の第1審判決では有罪が言い渡されている。
- 2008年7月7日 被害者の遺体の隠し場所を教えることを条件に減刑する司法取引に応じ、妻の死体はオークランド・ヒルズ (Oakland hills) で発見された。
- 2008年8月29日 懲役15年以上が確定した[4]。
- 2020年 仮釈放の審査に落ち、2022年に予定されていた仮釈放がさらに伸びた。
- 2027年 仮釈放の予定